# Quintale (album)
| Recensione           | Giudizio |
| -------------------- | -------- |
| Il Mucchio Selvaggio | 8/10     |

Quintale è il quinto album discografico del gruppo musicale italiano Bachi da pietra, pubblicato nel 2013.

## Descrizione
Il disco è stato registrato e mixato da Giulio Ragno Favero a partire dall'aprile 2012 presso lo studio La Sauna di Varano Borghi (provincia di Varese) in analogico.
Oltre a Favero, che è anche corista e chitarrista come ospite, partecipa all'album anche Arrington de Dionyso (Old Time Relijun) al sassofono.

## Tracce
1. Haiti
2. Brutti versi
3. Coleotteri
4. Enigma
5. Fessura
6. Mari lontani
7. Io lo vuole
8. Pensieri parole opere
9. Paolo il tarlo
10. Sangue
11. Dio del suolo
12. Ma anche no

- Baratto - bonus track digitale

## Formazione
- Giovanni Succi – voce, chitarra
- Bruno Dorella – batteria minimale